# Lijst van rijksmonumenten in Valkenburg aan de Geul
De gemeente Valkenburg aan de Geul telt 186 inschrijvingen in het rijksmonumentenregister. Hieronder een overzicht.

## Berg
De plaats Berg telt 12 inschrijvingen in het rijksmonumentenregister. Zie Lijst van rijksmonumenten in Berg voor een overzicht.

## Geulhem
De plaats Geulhem telt 5 inschrijvingen in het rijksmonumentenregister.
| Object | Oorspronkelijke functie?  | Bouwjaar  | Architect | Locatie               | Coördinaten?                  | Nr.?   | Afbeelding                                  |
| --- | ------------------------- | --------- | --------- | --------------------- | ----------------------------- | ------ | ------------------------------------------- |
| Onderaardse schuilkapel in de Geulhemmergroeve. Altaar, preekstoel en doopvont gehouwen uit de levende rots. Boven de ingang van de sacristie een tijdvers (1800). In de sacristie een credens en een biechtstoel, uitgehouwen uit het gesteente | Kapel                     | 1798      |           | Geulhemmerweg 30A     | 50° 51' 57" NB, 5° 46' 57" OL | 42115  | Meer afbeeldingen                           |
| Resten van grotwoningen in de Geulhemmerberg | Woonhuis                  | 18e eeuw  |           | Geulhemmerweg bij 30A | 50° 51' 57" NB, 5° 46' 57" OL | 42116  | Meer afbeeldingen                           |
| Geulhemmermolen | Industrie- en poldermolen | 1768      |           | Geulhemmerweg 49      | 50° 52' 8" NB, 5° 47' 2" OL   | 42117  | Meer afbeeldingen                           |
| Dienstwoning en koetshuis kasteel Geulzicht | Bijgebouwen kastelen enz. | 1918-1919 |           | Vogelzangweg 1a;b;c   | 50° 51' 60" NB, 5° 47' 28" OL | 507246 | Dienstwoning en koetshuis kasteel Geulzicht |
| Kasteel Geulzicht | Kasteel, buitenplaats     | 1918      |           | Vogelzangweg 2        | 50° 52' 1" NB, 5° 47' 25" OL  | 507247 | Meer afbeeldingen                           |

## Heek
De plaats Heek telt 9 inschrijvingen in het rijksmonumentenregister. Zie Lijst van rijksmonumenten in Heek voor een overzicht.

## Houthem
De plaats Houthem telt 26 inschrijvingen in het rijksmonumentenregister. Zie Lijst van rijksmonumenten in Houthem voor een overzicht.

## IJzeren
De plaats IJzeren telt 5 inschrijvingen in het rijksmonumentenregister.
| Object | Oorspronkelijke functie? | Bouwjaar                          | Architect | Locatie        | Coördinaten?                  | Nr.?  | Afbeelding        |
| --- | ------------------------ | --------------------------------- | --------- | -------------- | ----------------------------- | ----- | ----------------- |
| Hoeve van mergel met binnenplaats; aan de straat een topgevel met ankers                                                        | Boerderij                | 1851 (ankers)                     |           | Groenstraat 16 | 50° 50' 24" NB, 5° 49' 57" OL | 36846 | Meer afbeeldingen |
| Hoeve van mergel, met binnenplaats; de woonvleugel aan de straatzijde voorzien van een in- en uitgezwenkte topgevel met voluten | Boerderij                | 1739                              |           | Kapelstraat 27 | 50° 50' 15" NB, 5° 49' 53" OL | 36847 | Meer afbeeldingen |
| Hoeve van vakwerk, met binnenplaats                                                                                             | Boerderij                | 18e eeuw                          |           | Kapelstraat 35 | 50° 50' 13" NB, 5° 49' 53" OL | 36848 | Meer afbeeldingen |
| Hoeve van mergel met binnenplaats; aan de straat twee topgevels; in de linkergevel een beeldnisje                               | Boerderij                | 1791 / 1794                       |           | Kruisstraat 4  | 50° 50' 21" NB, 5° 49' 54" OL | 36849 | Meer afbeeldingen |
| Hoeve | Boerderij                | 18e eeuw of eerste helft 19e eeuw |           | Heerstraat 8   | 50° 50' 11" NB, 5° 49' 47" OL | 39740 | Meer afbeeldingen |

## Oud-Valkenburg
De plaats Oud-Valkenburg telt 21 inschrijvingen in het rijksmonumentenregister. Zie Lijst van rijksmonumenten in Oud-Valkenburg voor een overzicht.

## Schin op Geul
De plaats Schin op Geul telt 19 inschrijvingen in het rijksmonumentenregister. Zie Lijst van rijksmonumenten in Schin op Geul voor een overzicht.

## Sibbe
De plaats Sibbe telt 13 inschrijvingen in het rijksmonumentenregister. Zie Lijst van rijksmonumenten in Sibbe voor een overzicht.

## Terblijt
De plaats Terblijt telt 7 inschrijvingen in het rijksmonumentenregister.
| Object                                                                            | Oorspronkelijke functie? | Bouwjaar          | Architect | Locatie              | Coördinaten?                  | Nr.?  | Afbeelding                   |
| --------------------------------------------------------------------------------- | ------------------------ | ----------------- | --------- | -------------------- | ----------------------------- | ----- | ---------------------------- |
| Hoeve van mergel om achterwaarts open binnenplaats                                | Boerderij                | 1723 (gevelsteen) |           | Lindenstraat 21      | 50° 51' 14" NB, 5° 47' 20" OL | 42108 | Meer afbeeldingen            |
| Hoeve in haakvorm van mergel                                                      | Boerderij                | 1810 (gevelsteen) |           | Lindenstraat 29      | 50° 51' 10" NB, 5° 47' 3" OL  | 42109 | Hoeve in haakvorm van mergel |
| Hoeve van mergel om gesloten binnenplaats. In de poort sluitsteen met jaartal     | Boerderij                | 1881 (sluitsteen) |           | Lindenstraat 60      | 50° 51' 12" NB, 5° 47' 8" OL  | 42110 | Meer afbeeldingen            |
| Hoeve van mergel om een binnenplaats                                              | Boerderij                | 19e eeuw          |           | Muntweg 9            | 50° 51' 19" NB, 5° 47' 11" OL | 42111 | Meer afbeeldingen            |
| Mergelstenen huis                                                                 | Woonhuis                 | 18e eeuw          |           | Muntweg 6            | 50° 51' 16" NB, 5° 47' 14" OL | 42112 | Meer afbeeldingen            |
| Hoeve van mergel om gesloten binnenplaats. In de poort een sluitsteen met jaartal | Boerderij                | 1884 (jaartal)    |           | Muntweg 10           | 50° 51' 22" NB, 5° 47' 10" OL | 42113 | Meer afbeeldingen            |
| In de weide een overdekte draaiput                                                | Straatmeubilair          | 19e eeuw          |           | Muntweg tegenover 10 | 50° 51' 22" NB, 5° 47' 10" OL | 42114 | Meer afbeeldingen            |

## Valkenburg
De plaats Valkenburg telt 63 inschrijvingen in het rijksmonumentenregister. Zie Lijst van rijksmonumenten in Valkenburg voor een overzicht.

## Vilt
De plaats Vilt telt 1 inschrijving in het rijksmonumentenregister.
| Object                                            | Oorspronkelijke functie? | Bouwjaar                         | Architect | Locatie      | Coördinaten?                  | Nr.?   | Afbeelding        |
| ------------------------------------------------- | ------------------------ | -------------------------------- | --------- | ------------ | ----------------------------- | ------ | ----------------- |
| Gesloten hoeve in traditioneel-ambachtelijk stijl | Boerderij                | ca. 1887 (hoeve) 1909 (woonhuis) |           | Rijksweg 188 | 50° 51' 23" NB, 5° 48' 47" OL | 507269 | Meer afbeeldingen |

## Walem
De plaats Walem telt 5 inschrijvingen in het rijksmonumentenregister.
| Object                                                                                                | Oorspronkelijke functie? | Bouwjaar          | Architect | Locatie                                              | Coördinaten?                 | Nr.?  | Afbeelding        |
| --- | ------------------------ | ----------------- | --------- | ---------------------------------------------------- | ---------------------------- | ----- | ----------------- |
| Witgeverfde hoeve van mergel. Linkervleugel met trapgevel. Rechts puntgevel. Twee inrijpoorten        | Boerderij                | 1737              |           | Walem 104                                            | 50° 52' 7" NB, 5° 52' 5" OL  | 18213 | Meer afbeeldingen |
| Witgeverfde hoeve van mergel, met inrijpoort onder luifel                                             | Boerderij                |                   |           | Walem 106                                            | 50° 52' 7" NB, 5° 52' 4" OL  | 18214 | Meer afbeeldingen |
| Hoeve van mergel; met binnenplaats. Aan de straat twee topgevels. Inwendig een kariatidenschouw       | Boerderij                | 1608 (gevelsteen) |           | Walem 47                                             | 50° 52' 6" NB, 5° 52' 8" OL  | 36844 | Meer afbeeldingen |
| Wegkapelletje van mergel                                                                              | Kapel                    | 1828              |           | Walem bij 47                                         | 50° 52' 7" NB, 5° 52' 8" OL  | 36845 | Meer afbeeldingen |
| Terrein waarin de aanleg en overblijfselen van een Romeinse wachttoren zich bevinden op de Goudsberg. | Archeologisch monument   | 1e-3e eeuw        |           | Steenstraat, ter hoogte van picknickplaats Goudsberg | 50° 52' 6" NB, 5° 51' 25" OL | 47159 | Meer afbeeldingen |

Beek ·
Beekdaelen ·
Beesel ·
Bergen ·
Brunssum ·
Echt-Susteren ·
Eijsden-Margraten ·
Gennep ·
Gulpen-Wittem ·
Heerlen ·
Horst aan de Maas ·
Kerkrade ·
Landgraaf ·
Leudal ·
Maasgouw ·
Maastricht ·
Meerssen ·
Mook en Middelaar ·
Nederweert ·
Peel en Maas ·
Roerdalen ·
Roermond ·
Simpelveld ·
Sittard-Geleen ·
Stein ·
Vaals ·
Valkenburg aan de Geul ·
Venlo ·
Venray ·
Voerendaal ·
Weert